# Walter Schroth
Walter Schroth (Glumbowitz, 3 giugno 1882 – Wiesbaden, 6 ottobre 1944) è stato un generale tedesco durante la seconda guerra mondiale.
Fu membro della corte marziale che espulse quegli ufficiali dell'esercito che vennero trovati in qualche modo coinvolti nell'attentato a Hitler del 20 luglio 1944. Schroth morì a seguito di un incidente automobilistico nell'ottobre del 1944.

## Biografia
Walter Schroth si arruolò nell'esercito imperiale tedesco il 27 febbraio 1902. Durante la prima guerra mondiale ottenne la croce di ferro di I e II classe. Dopo una brillante carriera tra le due guerre, venne promosso generale di fanteria dal 1 febbraio 1938. Schroth ottenne la croce di cavaliere della croce di ferro dopo la battaglia di Brest-Litowsk a cui prese parte e dove ebbe modo di distinguersi. Venne nominato governatore della IV regione militare con quartier generale a Dresda (in Sassonia), dal 30 aprile 1942. Il 1 maggio 1943, venne nominato governatore militare della XII regione militare con quartier generale a Wiesbaden.
Dopo l'attentato del 20 luglio 1944 contro Hitler, fu uno dei membri della corte d'onore incaricata di esaminare le implicazioni di alcuni ufficiali d'esercito nell'attentato.
Il 6 ottobre 1944 morì in un incidente stradale presso Wiesbaden.

## Onorificenze
| Controllo di autorità | BNF (FR) cb17037350t (data) |